# John Fortenberry
John Fortenberry est un réalisateur, producteur et monteur américain né à Jackson, Mississippi (États-Unis).

## Filmographie

### Comme réalisateur
- 1988 : The Kids in the Hall ("The Kids in the Hall") (série TV)
- 1989 : One Night Stand (en) (série TV)
- 1989 : The Best of Gilda Radner (vidéo)
- 1990 : Nothing Upstairs (TV)
- 1990 : Get a Life (série TV)
- 1992 : Medusa: Dare to Be Truthful (en) (TV)
- 1992 : The Ben Stiller Show (série TV)
- 1992 : Great Scott! (série TV)
- 1995 : House of Buggin' (en) (série TV)
- 1995 : Jury Duty
- 1996 : The Dana Carvey Show (série TV)
- 1996 : Arliss ("Arli$$") (série TV)
- 1996 : Spin City ("Spin City") (série TV)
- 1996 : Clueless ("Clueless") (série TV)
- 1997 : Voilà ! ("Just Shoot Me!") (série TV)
- 1997 : Arsenio (en) (série TV)
- 1998 : Un toit pour trois ("Two Guys, a Girl and a Pizza Place") (série TV)
- 1998 : Une nuit au Roxbury (A Night at the Roxbury)
- 1999 : It's Like, You Know... ("It's Like, You Know...") (série TV)
- 1999 : Secret Service Guy (série TV)
- 1999 : Everything's Relative (en) (série TV)
- 1999 : Action ("Action") (série TV)
- 2000 : Madigan de père en fils ("Madigan Men") (série TV)
- 2000 : Welcome to New York (en) (série TV)
- 2000 : The Michael Richards Show (série TV)
- 2000 : DAG (en) (série TV)
- 2001 : Born in Brooklyn (TV)
- 2001 : Larry Miller... Just Words (TV)
- 2001 : Ruling Class (TV)
- 2001 : Go Fish (série TV)
- 2001 : The Ellen Show (série TV)
- 2001 : The Bernie Mac Show (série TV)
- 2002 : Baby Bob (en) (série TV)
- 2002 : Greg the Bunny (série TV)
- 2002 : Contest Searchlight (en) (série TV)
- 2003 : Hench at Home (TV)
- 2003 : Comedy Central Roast of Denis Leary (TV)
- 2003 : Regular Joe (en) (série TV)
- 2003 : Night of Too Many Stars (en) (TV)
- 2003 : Sick in the Head (TV)
- 2003 : Rock Me Baby (série TV)
- 2003 : La Famille en folie (série TV)
- 2003 : I'm with Her (en) (série TV)
- 2005 : Philadelphia (série TV)

### Comme producteur
- 1986 : The Best of Dan Aykroyd (vidéo)
- 1994 : All That (série télévisée)
- 2005 : Philadelphia (série télévisée)
- 2005 : A.S.S.S.S.C.A.T.: Improv (TV)

### Comme monteur
- 1986 : The Best of Dan Aykroyd (vidéo)
- 1986 : Looney Tunes 50th Anniversary (TV)